# Base Aérea de Palmajim
La Base Aérea de Palmajim (en hebreo: בסיס חיל האוויר פלמחים) está ubicada cerca de la ciudad de Rishon LeZion, y al lado de Yavne. Adquiere su nombre del kibutz próximo de Palmajim ubicado en la costa del mar Mediterráneo.

## Descripción
La base es usada por varios escuadrones de helicópteros y VANT de la Fuerza Aérea de Israel, y además funciona como plataforma de lanzamiento para el misil antimisil Arrow. Esto asegura que los restos de cohetes caigan sobre el mar Mediterráneo, no sobre zonas pobladas, y en caso de un fallo, el material de alta tecnología no caiga en manos de países árabes vecinos rivales; siendo así el principal aeródromo del país hebreo. Entre sus lanzamientos más recientes se incluye el lanzamiento del satélite Ofeq VII, realizado el día 11 de junio de 2007.
En julio de 2007, se acordó que cuando el Aeropuerto Sde Dov de Tel Aviv cese sus funciones, sus actividades militares serán transferidas a la base aérea de Palmajim.